# Опхоф, Эдо
Эдо Опхоф (нидерл. Edo Ophof; род. 21 мая 1959, Ренен, Утрехт) — нидерландский футболист. Выступал на позиции защитника.

## Карьера
Взрослая карьера Опхофа началась в нидерландском клубе НЕК, где с сезона 1978/79 он стал постоянным игроком стартового состава. В 1980 году был куплен тренером «Аякса» Лео Бенхаккером. В составе «амстердамцев» провёл большую часть своей карьеры, выступая в составе клуба на протяжении восьми сезонов. По их ходу Опхоф успел провести более 158 матчей и забить 16 голов. В июле 1988 года перешёл в АЗ, где провёл 32 игры в лиге за сезон и забил восемь голов. После года в АЗ Опхоф перешёл в «Утрехт» летом 1989 года. Там он сыграл 14 матчей в лиге и не отличился голами. После завершения сезона в «Утрехте» Опхоф завершил свою игровую карьеру.
Выступал и в составе сборной Нидерландов, где в период с 1981 по 1985 год провёл 15 игр и забил два гола.

## Статистика

### Матчи Опхофа за сборную Нидерландов
| Матчи Опхофа за сборную Нидерландов | Матчи Опхофа за сборную Нидерландов | Матчи Опхофа за сборную Нидерландов | Матчи Опхофа за сборную Нидерландов | Матчи Опхофа за сборную Нидерландов | Матчи Опхофа за сборную Нидерландов |
| ----------------------------------- | ----------------------------------- | ----------------------------------- | ----------------------------------- | ----------------------------------- | ----------------------------------- |
| №                                   | Дата                                | Соперник                            | Счёт                                | Голы Опхофа                         | Соревнование                        |
| 1                                   | 25 марта 1981                       | Франция                             | 1:0                                 | —                                   | Чемпионат мира 1982 (отбор)         |
| 2                                   | 14 апреля 1982                      | Греция                              | 1:0                                 | 1                                   | Товарищеский матч                   |
| 3                                   | 25 мая 1982                         | Англия                              | 0:2                                 | —                                   | Товарищеский матч                   |
| 4                                   | 1 сентября 1982                     | Исландия                            | 1:1                                 | —                                   | Чемпионат Европы 1984 (отбор)       |
| 5                                   | 10 ноября 1982                      | Франция                             | 1:2                                 | —                                   | Товарищеский матч                   |
| 6                                   | 19 декабря 1982                     | Мальта                              | 6:0                                 | 1                                   | Чемпионат Европы 1984 (отбор)       |
| 7                                   | 27 апреля 1983                      | Швеция                              | 0:3                                 | —                                   | Товарищеский матч                   |
| 8                                   | 7 сентября 1983                     | Исландия                            | 3:0                                 | —                                   | Чемпионат Европы 1984 (отбор)       |
| 9                                   | 21 сентября 1983                    | Бельгия                             | 1:1                                 | —                                   | Товарищеский матч                   |
| 10                                  | 12 октября 1983                     | Ирландия                            | 3:2                                 | —                                   | Чемпионат Европы 1984 (отбор)       |
| 11                                  | 16 ноября 1983                      | Испания                             | 2:1                                 | —                                   | Чемпионат Европы 1984 (отбор)       |
| 12                                  | 17 декабря 1983                     | Мальта                              | 5:0                                 | —                                   | Чемпионат Европы 1984 (отбор)       |
| 13                                  | 14 марта 1984                       | Дания                               | 6:0                                 | —                                   | Товарищеский матч                   |
| 14                                  | 14 ноября 1984                      | Австрия                             | 0:1                                 | —                                   | Чемпионат мира 1986 (отбор)         |
| 15                                  | 16 октября 1985                     | Бельгия                             | 0:1                                 | —                                   | Чемпионат мира 1986 (отбор)         |

Итого: 15 матчей / 2 гола; 8 побед, 2 ничьи, 5 поражений.

## Достижения
«Аякс»
- Чемпион Нидерландов (3): 1981/82, 1982/83, 1984/85
- Обладатель Кубка Нидерландов (3): 1982/83, 1985/86, 1986/87
- Обладатель Кубка обладателей кубков: 1986/87